# Rokot

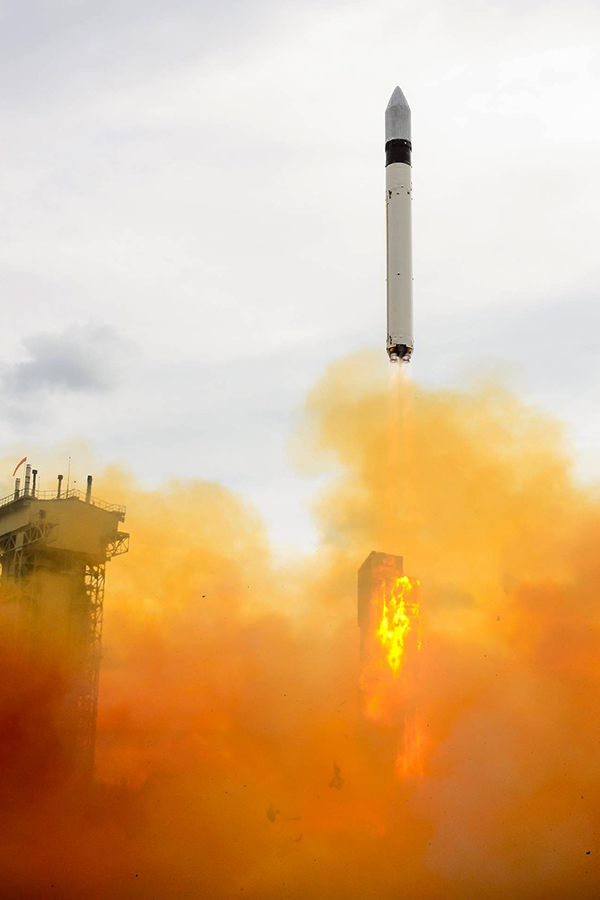
Rokot. De oranje kleur van de rook is typisch voor hypergolische raketten

De Rokot (soms gespeld als  Rockot) (Russisch: Рокот) was een lichte Oekraïens-Russische draagraket die van 1990 tot 2019 in gebruik was voor de ruimtevaart. De raket werd geproduceerd door het staatsruimteonderzoeks- en productiecentrum Chroenitsjev van Roskosmos. Van 1995 tot 2018 werden in samenwerking met ArianeGroup Rokots voor lanceringen van commerciële en ESA satellieten uitgebaat door Eurockot Launch Services.
De Rokots zijn Sovjet-ICBM's van het type UR100N (NAVO-codenaam SS-19) die na buitenbedrijfstelling werden aangepast voor de ruimtevaart. Daarvoor werden ze aangepast met:
- een Briz-K en later Briz-KM kickstage als derde trap
- een besturingssysteem voor de ruimtevaart
- een neuskegel met vrachtadapter.

De Rokot kon vrachten tot 1950 kilogram in een lage baan (200 kilometer) om de Aarde brengen. Lanceringen vonden plaats vanaf Kosmodroom Plesetsk naar banen over de aardpolen. De eerste drie lanceringen gebeurden vanaf Kosmodroom Bajkonoer. De brandstof van de Rokot was 1,1-dimethylhydrazine met distikstoftetraoxide als oxidator. Dit is een hypergolisch mengsel, wat inhoudt dat deze stoffen spontaan ontbranden wanneer ze met elkaar in aanraking komen. 
De laatste jaren is er kritiek op het lanceren van hydrazine-raketten omdat deze zeer giftig zijn. Sommige van die rakettrappen kwamen bovendien na gebruik binnen de landsgrenzen van Denemarken (Groenland) en Canada terecht.

## Uitfasering
De laatste lancering namens Eurockot was in april 2018. Met de aanstaande introductie van de Vega-C hadden ESA en ArianeGroup een eigen alternatief voor de Rokot.
Er zijn 34 Rokots gelanceerd waarvan er twee faalden en een deels faalde. Ook ging er een raket verloren tijdens de voorbereiding. Op 26 december 2019 om 23:12 UTC werd de laatste Rokot gelanceerd waarna dit rakettype buiten bedrijf werd gesteld. Dit gebeurde omdat er in de Rokot een besturingssysteem van Oekraïense makelij zit en Rusland en Oekraïne in conflict zijn over de landsgrenzen.
Roskosmos gaf in 2018 aan voor de toekomst een Russisch besturingssysteem ontwikkelen voor de Rokot 2. De eerste vlucht van de Rokot 2 staat anno maart 2022 gepland voor december 2022.

## Verschil met Strela-raketten
De Strela is een ruimtevaart-raket die eveneens uit UR-100N onderdelen is opgebouwd. Deze is minder vergaand aangepast dan de Rokot en wordt net als de originele ICBM’s vanuit silo’s gelanceerd. De Strela is sinds 2003 maar enkele malen gelanceerd.